# ريغانوميكس

صورة للرئيس الأمريكي رونالد ريغان بينما كان يلقى خطابا متلفزا من المكتب البيضاوي، يحدد فيه خطته الخاصة بالتخفيضات الضريبية في يوليو 1981.

ريغانوميكس (بالإنجليزية: Reaganomics)‏، هو لفظ منحوت من كلمتي ريغان واقتصاد يستعمل للتعبير عن السياسات الاقتصادية للرئيس الأمريكي السابق رونالد ريغان. ترتبط هذه السياسات عادة باقتصاد الموارد الجانبية القائم على جانب العرض.
تقوم سياسة ريغان على أربعة ركائز أساسية هي: تخفيض الإنفاق الحكومي على البرامج المحلية، خفض الضرائب للأفراد والشركات والاستثمارات، الحد من أعباء اللوائح التجارية ودعم تباطؤ نمو الأموال في الاقتصاد للحد من التضخم.
نجحت سياسات ريغان بشكل كبير في انعاش الاقتصاد الأمريكي وتخفيض معدلات البطالة بنسبة 1.7 في المائة، كما وقللت الضرائب على المواطنين وخلقت ملايين الوظائف وعززت الاستثمار، إلا انها وفي الوقت نفسه رفعت من قيمة الدين العام بشكل جنوني نتيجة لتخفيض الضرائب، لتتحول بذلك الولايات المتحدة من أكبر دولة دائنة في العالم إلى أكبر دولة مدينة في العالم في ظرف أقل من ثماني سنوات.

## السياق التاريخي

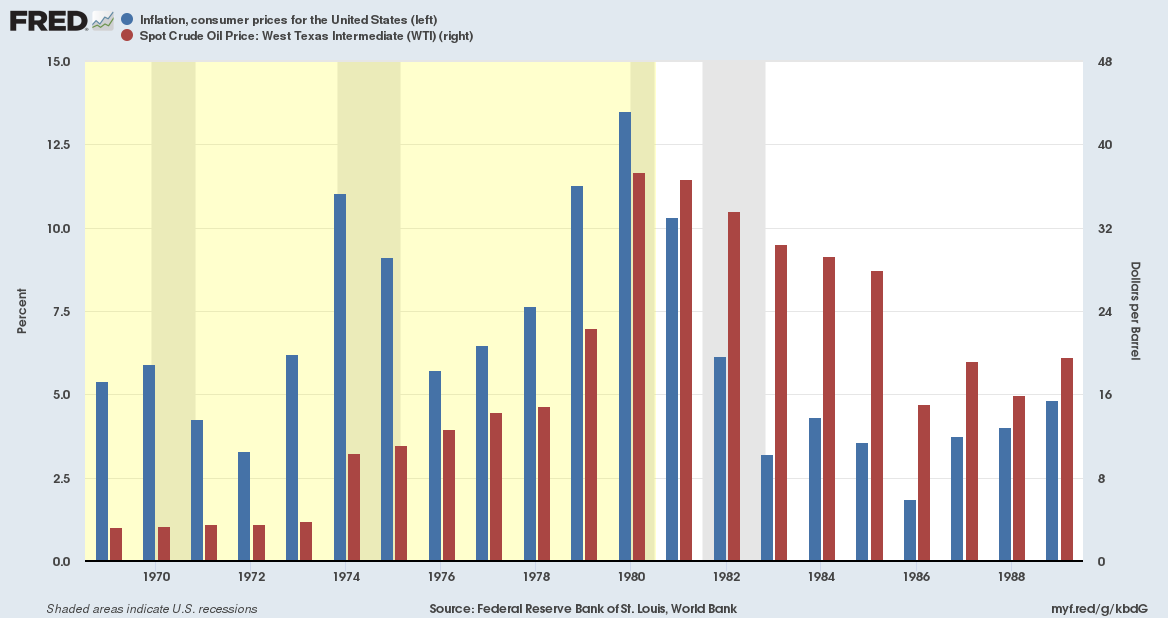
التضخم وأسعار النفط 1969-1989

قبل تسلم ريغان لرئاسة الولايات المتحدة، شهدت البلاد عقدا من ارتفاع معدلات البطالة والتضخم، عرف باسم الركود التضخمي، بالرغم من أن الضغط السياسي كان حافزا أدى إلى توسع العرض النقدي. ما أدى لإلغاء السيطرة على الأسعار والأجور التي كان أقرها ريتشارد نيكسون. للتخفيف من آثار الصدمات النفطية على المدى القصير، تم أنشئت احتياطيات نفطية فيدرالية. في ذلك الوقت كان الرئيس جيمي كارتر قد بدأ في عملية التخلص التدريجي من ضوابط الأسعار على النفط في الوقت الذي أنشأ فيه وزارة الطاقة.
يرجع الفضل الكبير في حل مشكلة الركود التضخمي إلى سببين رئيسيين هما: تقليص العرض النقدي من قبل مجلس الاحتياطي الفيدرالي تحت رئاسة بول فولكر الذي بدأ في السنة الأخيرة من رئاسة كارتر، بالإضافة إلى التخفيف على المدى الطويل من عرض وتسعير النفط خلال وفرة النفط في الثمانينات.
بإظهار نيته الواضحة لخفض الضرائب، أظهر ريغان استراحة جديدة تقطع مع سياسات أسلافه.
إذ قام ريغان بتطبيق معدلات ضريبية هامشية، فضلا عن تبسيط قوانين ضريبة الدخل ومواصلة إلغاء الضوابط التنظيمية.
خلال فترة رئاسة ريغان، بلغ متوسط العجز السنوي للدولة ما مجموعه 4.2 في المائة من الناتج المحلي الإجمالي،  بعد ورث عجز سنوي قدره 2.7 في المائة من الناتج المحلي الإجمالي في عام 1980 من سلفه السابق الرئيس كارتر. كما انخفض معدل نمو الإنفاق الاتحادي من 4 في المائة التي كانت في عهد جيمي كارتر إلى 2.5 في المائة  خلال عهد رونالد ريغان. بالموازات مع ذلك ارتفع الناتج المحلي الإجمالي للأشخاص في سن العمل ليصل إلى معدل 1.8 في المائة خلال إدارة ريغان، بعد أن كان لايتعدى 1.15 في المائة خلال إدارة كارتر.
في نفس الفترة كانت الزيادة في نمو الإنتاجية أكبر: بعد ان كان الإنتاج لكل ساعة في قطاع الأعمال ثابتا إلى حد ما في سنوات كارتر، فقد ارتفع بنسبة 1.4 في المائة خلال سنوات ريجان. مع ذلك، كانت النفقات الفيدرالية الصافية بنسبة مئوية من الناتج المحلي الإجمالي أعلى تحت إدارة رونالد ريغان، مقارنة بتلك التي كانت تحت عهد جيمي كارتر.
خلال إدارتي نيكسون وفورد، أي قبل انتخاب ريغان، اعتبر الجناح المعتدل في الحزب الجمهوري أن الدمج المشتركة بين العرض والطلب هي سياسة غير تقليدية.
بينما كان جورج بوش الأب يتقدم ضد ريغان للترشيح لرئاسة الولايات المتحدة في سنة 1980، أطلق على سياسة «ريغانوميكس» مرادفا آخر لا يقل اليوم شهرة عن الأول، وهو ما يسمى «اقتصاد الفودو» (Voodoo Economics).
```
[
7
]
```

## السياسات
تقوم سياسات ريغان الاقتصادية (ريغانوميكس) على فكرة نظرية الانسياب الاقتصادي التي أصبحت
محور الإدارة الاقتصادية خلال عهد ريجان؛ هذا الأخير الذي كان يهدف من خلالها إلى تحفيز النمو الاقتصادي من أجل الخروج من الركود الذي بدأ في عهد الرئيس جيرالد فورد في سنة 1976.
في 28 يناير 1981، قام ريغان برفع سعر المنتجات البترولية المحلية ومعها ضوابط التخصيص، كما قام بحلول أغسطس لسنة 1981 بخفض الضريبة على الأرباح غير المتوقعة. في سنة 1982 قبل ريغان تخفيضات في الضرائب على الشركات وعلى الدخل الشخصي. في سنة 1983 فرض ريغان زيادة في ضريبة الرواتب على الضمان الاجتماعي وتأمين الرعاية الطبية. أما في سنة 1988 عقد أنهى الضريبة على أرباح النفط.
بحلول سنة 1984 قدم مشروع قانون آخر يغلق الثغرات الضريبية. وفقا للمؤرخ الضريبي جوزيف ثورنديك، فإن فواتير سنتي 1982 و1984 «شكلت أكبر زيادة ضريبية عرفت على الإطلاق في زمن السِلم».
انخفضت حصة الإيرادات الاتحادية بالنسبة للناتج المحلي الإجمالي من قيمة 19.6 في المائة في السنة المالية 1981 إلى 17.3 في المائة في سنة 1984، قبل أن تعود إلى قيمة 18.4 في المائة بحلول السنة المالية 1989. بالموازات مع ذلك انخفضت إيرادات الضريبة المفروضة على الدخل الشخصي خلال هذه الفترة مقارنة بالناتج المحلي الإجمالي، في
حين ارتفعت إيرادات الضرائب على الرواتب مقارنة بالناتج المحلي الإجمالي.
من خلال ما سمي حينها «قانون الإصلاح الضريبي لسنة 1986»، سعى ريغان رفقة الكونغرس إلى تبسيط النظام الضريبي من خلال إزالة العديد من الخصومات، تقليل الحد الأعلى للضرائب الهامشية، وتخفيض عدد الشرائح الضريبية.
زاد ريجان من حجم الإنفاق الحكومي بنسبة تصل إلى 2.5 في المائة سنويًا، معظم هذ الزيادة كانت تذهب للإنفاق العسكري؛ الشئ الذي رفع من حجم الدين الاتحادي بنسبة ثلاثة أضعاف تقريبا في ظرف لايتعدى التسع سنوات، حيث ارتفع الدين العام للولايات المتحدة الأمريكية من 988 مليار دولار في 30 سبتمبر 1980 إلى 2.89 تريليون دولار في 30 سبتمبر 1988.
حيث انتقل الدين من حوالي 997 مليار دولار سنة 1981 إلى دولار سنة 1989.